# Amelie Lux
Amelie Lux (Oldemburgo, 5 de abril de 1977) es una deportista alemana que compitió en vela en la clase Mistral. 
Participó en dos Juegos Olímpicos de Verano, obteniendo una medalla de plata en Sídney 2000, en la clase Mistral, y el séptimo lugar en Atenas 2004.
Ganó una medalla de plata en el Campeonato Mundial de Mistral de 2005 y una medalla de plata en el Campeonato Europeo de Mistral de 2005.

## Palmarés internacional
| \| Juegos Olímpicos \| Juegos Olímpicos \| Juegos Olímpicos \| Juegos Olímpicos \| \| Año \| Lugar \| Medalla \| Clase \| \| ------------------ \| ------------------ \| ---------------- \| ---------------- \| \| 2000 \| Sídney (Australia) \| Medalla de plata \| Mistral \| \| Campeonato Mundial \| \| \| \| \| Año \| Lugar \| Medalla \| Clase \| \| 2005 \| Palermo (Italia) \| Medalla de plata \| Mistral \| \| Campeonato Europeo \| \| \| \| \| Año \| Lugar \| Medalla \| Clase \| \| 2005 \| Palermo (Italia) \| Medalla de plata \| Mistral \| |                    |                  |         |
| Juegos Olímpicos |                    |                  |         |
| Año | Lugar              | Medalla          | Clase   |
| 2000 | Sídney (Australia) | Medalla de plata | Mistral |
| Campeonato Mundial |                    |                  |         |
| Año | Lugar              | Medalla          | Clase   |
| 2005 | Palermo (Italia)   | Medalla de plata | Mistral |
| Campeonato Europeo |                    |                  |         |
| Año | Lugar              | Medalla          | Clase   |
| 2005 | Palermo (Italia)   | Medalla de plata | Mistral |